# キャロル・ダンバース
キャロル・ダンヴァース（Carol Danvers）とは、マーベル・コミック社のコミック作品に登場するスーパーヒロインである。ライターのロイ・トーマス、作画家ジーン・コランによって創作された。『マーベル・スーパーヒーローズ』第13号（1968年3月）でアメリカ空軍の少佐として初登場し、『ミズ・マーベル』第1号（1977年1月）で初代ミズ・マーベルとなった。超人的な能力を身につけたのは、『キャプテン・マーベル』第18号（1969年11月）で起こった事件で、宇宙種族“クリー人”の遺伝子が地球人の遺伝子と融合した結果である。2018年の設定変更で、元々地球人の父とクリー人の母を持つハーフであったとされた。シルバーエイジに刊行された自らのコミックシリーズこそ短命に終わったが、ヒーローチームアベンジャーズやX-MENと関係を持ち、長きにわたってコミックブックへの登場を続けてきた。ヒーローとしてのキャリアを通して、ミズ・マーベル、バイナリィ、ウォーバードとたびたび改名してきたが、2012年にはマーベル・ユニバースの中で大きな存在感を持つキャプテン・マーベルの名を受け継いだ。ビデオゲーム、テレビアニメ、またトレーディングカードのようなマーベル社のライセンス製品にも登場している。2019年3月8日には、実写映画『キャプテン・マーベル』がマーベル・スタジオから公開された。
キャロル・ダンヴァースは男性ヒーローの相手役として作り出されたが、長年にわたってキャラクターが刷新されてきた結果、独立したヒーローとして「マーベル最大の女性ヒーロー」「フェミニストの象徴」とも呼ばれるようになった。コミックス・バイヤーズ・ガイドが作成した「セクシーな女性コミックキャラクターベスト100」では29位、IGNの「アベンジャーズメンバートップ50」では11位を占めた。

## 出版史

### 1960年代
キャロル・ダンバースは『マーベル・スーパーヒーローズ (Marvel Super-Heroes)』誌でアメリカ空軍士官として初登場した。機密軍事基地の保安責任者を務めるダンバースは、そこでウォルター・ローソンと名乗る人物と出会う。その正体は宇宙から来たクリー人のスーパーヒーロー、キャプテン・マーベル（本名マー・ベル (Mar-Vell)）だった。後のエピソードにおいて、ダンバースはキャプテン・マーベルと友人になろうとするが、クリーの技術で作られた装置の爆発に巻き込まれる。キャプテン・マーベルによって命は救われたものの、ダンバースは深い傷を負った。

### 1970年代
1977年1月、ダンバースは超人的な能力を身につけて再登場し、『ミズ・マーベル (Ms. Marvel)』誌で同名の主人公を務めるようになった。シリーズのライターは当初ジェリー・コンウェイが、後にはクリス・クレアモントが担当した。作中で語られたところでは、爆発した装置「サイク・マグネトロン」のエネルギーにさらされたことで、ダンバースの遺伝子構造がキャプテン・マーベルのものと融合し、地球人とクリー人のハイブリッドと呼べる存在となった。当初はクリー戦士ミズ・マーベルと人間女性キャロル・ダンバースの精神が連続しておらず、変身をコントロールすることはできなかった。一般人としてのダンバースはNASAを退官して出版業界に入り、デイリー・ビューグル社が発行する『ウーマン・マガジン』の編集者として保守的な発行人J・ジョナ・ジェイムソンと対立した。『ミズ・マーベル』誌は早くも1979年に全23号で幕を閉じたが、ダンバースは『アベンジャーズ』にセミレギュラーとして何度も登場したほか、ディフェンダーズ、スパイダーマン、ザ・シング、アイアンマンと共演した。これらのエピソードの一つにおいて、恋人マイケル・バーネットがミュータントのテロリストミスティークに殺害された。
1977年に発刊された『ミズ・マーベル』シリーズは、当時としては進歩的な性格を持っていた。フェミニスト運動と関わりのある言葉であった「ミズ」を題名に使用したり、作中でダンバースが一般人として同一労働同一賃金を求めて闘っていることにそれが現れている。

### 1980年代
『アベンジャーズ』第200号（1980年10月）で、ミズ・マーベルはマーカスというキャラクター（アベンジャーズの旧敵である未来人イモータスの息子と見られる）によって異次元界リンボに拉致され、洗脳を受けて彼を愛するように仕向けられた末、妊娠するに至った。地球に送り返されて産んだ子供は、数日のうちに急激に成長して、マーカス自身になった。ホークアイが誤って重要な装置を傷つけたため、マーカスは地球上に存在できなくなり、ミズ・マーベルを連れてリンボへ去った。このときアベンジャーズは二人が実際に愛し合うようになったとみなして介入しなかった。コミックブック史の研究者キャロル・A・ストリックランドは The Rape of Ms. Marvel（レイプされたミズ・マーベル）と題する小論でこのストーリーを批判した。ストリックランドはマーカスが「数週間に相当する骨折りの末に…イモータスの装置がちょっとした助けになったことは認めなければならないが…お前は私のものとなったのだ」と発言したことを取り上げて、ミズ・マーベルの妊娠はレイプの言い換えでしかないと断じた。『ミズ・マーベル』のライターであったクリス・クレアモントもこのストーリーが不適切なものだったとコメントしている。
クレアモントは『アベンジャーズ・アニュアル (Avengers Annual)』第10号（1981年）でマーカスのストーリーを実質的に「なかったこと」にした。同号ではマーカスが加齢を続けて老衰死したことと、ダンバースがイモータスの技術を利用して地球に帰還したことが語られた。その後、ダンバースはミュータントのローグに襲撃され、長期にわたってスーパーパワーと記憶を奪われることになった。プロフェッサーXの手によって記憶を取り戻すと、ダンバースはマーカスの洗脳を見抜けなかったことでアベンジャーズのチームメイトを激しく非難した。
クレアモントはライターを務める『アンキャニィX-MEN (Uncanny X-Men)』でダンバースの物語を展開し続けた。彼女はペンタゴンに入省し、X-MENについての政府の記録を抹消したほか、ミズ・マーベルとしての人生を捨て去る記念として自分自身の記録をも消去した。X-MENとともに宇宙で冒険を行う中で、ダンバースは宇宙種族ブルードの人体実験を受け、新たなパワーを与えられてバイナリィ (Binary) となった。この状態でのダンバースはホワイトホールという宇宙的現象からパワーを引き出して恒星と同等のパワーを生み出すことができた。バイナリィ時代はX-MENやニューミュータンツ、英国のチームであるエクスカリバーと共演したほか、単独で読み切りの主人公となることもあった。
クレアモントはローグが起こした事件を発展させ、キャロル・ダンバースのペルソナがローグの精神の中に宿り、ときにローグ自身の人格を圧倒するという設定を作った。このような内的闘争は何度か繰り返され、最後にはローグの中で二つの人格が不安定に共存するようになった。ローグが古代の超自然的な扉シージ・ペリラスを通り抜けたとき、ミズ・マーベルのペルソナはローグの体を離れて独立した存在となるが、直後にマグニートーによって殺害された。

### 1990年代
ダンバースは散発的にコミックブックに登場し続けた。1992年には『ミズ・マーベル』第1シリーズの打ち切りに伴ってお蔵入りになっていた2号分の原稿が季刊アンソロジー誌に掲載された。同年には「オペレーション・ギャラクティック・ストーム (Operation Galactic Storm)」のストーリーラインで重要な役を割り当てられた。作中でダンバースはパワー源であったホワイトホールとのつながりを失い、ミズ・マーベルとしてもともと持っていた能力を取り戻した。ただし、バイナリィとして持っていたエネルギー操作・吸収能力は弱体化しながらも残された。
さらに何度かチームタイトルや単独作への登場を経た後、ウォーバード (Warbird) という新しい名でアベンジャーズに再加入した。ライターのカート・ビュシークはダンバースに対し、コズミック・パワーや記憶を失ったことを受け入れようと苦闘するアルコール依存症者という新しい側面を付け加えた。ダンバースは「リブ・クリー・オア・ダイ (Live Kree or Die)」のストーリーラインで不面目な失敗を犯し、ほどなくしてアベンジャーズの現役メンバーから退いた。
その後は、マーベル・ユニバースのパラレルワールドを扱う『ホワット・イフ?(What If?)』誌で短く姿を見せた後、『アイアンマン』、『ウルヴァリン』、『アベンジャーズ』に登場し、さらに『ミュータントX (Mutant X)』にカメオ出演した。。

### 2000年代
リミテッド・シリーズ『ハウス・オブ・M』において、ミュータントのスカーレット・ウィッチが作り出した偽りの現実の中で、ダンバースは「キャプテン・マーベル」として華々しい活躍を行っていた。この現実は、地球で最も人気のあるスーパーヒーローになりたいというダンバースの意識下の願望に乗じたものだった。この後コミックタイトル『ミズ・マーベル』の第2シリーズが発刊され、ダンバースは再びスポットライトを浴びる位置に立った。2006年から翌年にかけて展開された『シビル・ウォー』のストーリーラインでは、アベンジャーズの同僚アイアンマンとともにスーパーヒューマン登録法支持者の代表格となった。『ミズ・マーベル』誌でもこのストーリーが継続され、キャプテン・アメリカ率いる登録法反対派との闘いが描かれた。
『シビル・ウォー』はニューアベンジャーズ（当時のチーム名）に大きな傷跡を残した。チームは分裂し、ミズ・マーベルを含む登録法賛成派は『マイティ・アベンジャーズ (The Mighty Avengers)』誌で独自のチームを結成した。この期間、ダンバースはチームメイトのワンダーマンと交際を始め、ロボット生命体トランスフォーマーとのクロスオーバーシリーズに登場し、マイティ・アベンジャーズのリーダーに就任した。また、当時S.H.I.E.L.D.長官となっていたトニー・スターク（アイアンマン）と合意を交わし、世界的な脅威となりそうなスーパーヴィランを事前に排除することを任務とする秘密攻撃部隊「オペレーション・ライトニングストーム」の長となった。
ミズ・マーベルはモンスター島においてブルードに捕えられ、ブルードクイーンと対峙する。激しい戦いの中、ミズ・マーベルは一時的にパワーを喪失し、生身のキャロル・ダンバースとしてブルードクイーンと対決することを強いられる。またある時点で、衣服をはぎ取られて宇宙空間を漂流するが、その途中でパワーを取り戻すことに成功する。
変身能力を持つ異星種族スクラル人との闘いを描いた2008年のリミテッド・シリーズ『シークレット・インベージョン』でも重要な役割を与えられた。ダンバースはキャプテン・マーベルに成りすましたスクラル人を助け、自分がスクラルではないことを証明するため、かつて二人が親密だった記憶を明かす。
スクラルとの戦争終結後に展開された「ダークレイン」のストーリーラインでは、登録法の下で認可を受けた正式なアベンジャーズはノーマン・オズボーン（グリーンゴブリン）の指揮下に置かれる。ミズ・マーベルはオズボーンの部下となることを拒んでアベンジャーズ・タワーから逃れ、ニューアベンジャーズに加入して副官となった。オズボーンはかつてサンダーボルツに所属していたヴィラン、ムーンストーン（本名カーラ・ソフェン）を自らのダークアベンジャーズに引き入れ、新しいミズ・マーベルに任じる。ムーンストーンはオリジナルのミズ・マーベルを模したコスチュームを着用した。オズボーンの策略により、ダンバースは戦いの中でパワーの過負荷を起こして戦死したと思われ、『ミズ・マーベル』正シリーズの主人公はムーンストーンが引き継いだ。しかし、ニューアベンジャーズの助力を得たダンバースは、悪の科学者組織Advanced Idea Mechanics (AIM) が開発したMODOKの胚や、ストーリーテラーという名のキャラクターのおかげで復活し、カーラ・ソフェンからミズ・マーベルの名を取り戻すことに成功する。
この時期キャロル・ダンバースは多くのストーリーアークで主役級の扱いを受け、コミックファン雑誌『ウィザード・マガジン』のコメンテーターに「今やハウス・オブ・アイディア[マーベル社]のヒロイン筆頭」と呼ばれるまでになった。

### 2010年代
『ミズ・マーベル』第2シリーズの最終ストーリーでは、旧敵ミスティークに加え、「シークレット・インベージョン」中にスクラルが作り出したキャプテン・マーベルのクローンの一体と戦う。ミスティークに操られたクローンは、オリジナルのキャプテン・マーベルであるマー・ベルを崇める教団チャーチ・オブ・ハラの寺院で惨劇を繰り返していた。その後、「シージ」のストーリーラインで起きたアスガルド包囲戦において、スティーブ・ロジャース率いるヒーロー連合がアイアン・パトリオットを名乗るノーマン・オズボーンに仕掛けた戦いに参戦する。またこの時期、スパイダーマンとの関係を築き始めた。初めての共闘ではスパイダーマンに対して怒りを爆発させたが、「ダークレイン」のストーリーラインで助けられたことで親密になり、後にはスパイダーマンへの好意を認めた。「シージ」の終結後、『ニューアベンジャーズ』第2シリーズのレギュラーキャラクターに復帰した。
2012年7月、キャロル・ダンバースはキャプテン・マーベルの名を受け継ぎ、同名シリーズの主人公となった。作者はケリー・スー・デコニックとデクスター・ソイである。同シリーズでダンバースはコスチュームをパイロット風のジャンプスーツに改め、自身の過去と向き合う。ライターのデコニックは2012年のワンダーコンにおいて自らのシリーズ構想を語り、ダンバースを人類初の超音速飛行を果たしたチャック・イェーガーに例えて、古風な父親の下で長姉として育てられたことで誰よりも優秀であろうとする人物になったという解釈を示した。さらに、キャプテン・マーベルの伝説的な活躍がダンバースにどのような意味が持つか、受け継いだ力をどう使うか、そしてマーベル・ユニバースが彼女にどう対応するかを描くと述べた。
デコニックの手による『アベンジャーズ』第5号とそのスピンオフ『アベンジャーズ・アッセンブル (Avengers Assemble)』において、アベンジャーズのメインチームに再加入する。マーベル編集者ローレン・サンコヴィチによると、編集部はデコニックのこの案を歓迎しており、ダンバースの加入により「アベンジャーズのラインナップに女性のパワーが加わる」という。デコニックによると、「もう知っているかもしれないけれども…[ダンバースには]私は愛着を持っている。そこで決めた。『そうね、私が決めるんだったら、彼女にも席があって当然よね』」
2013年、キャロル・ダンバースは『キャプテン・マーベル』と『アベンジャーズ・アッセンブル』のクロスオーバー作品、「エネミー・ウィズィン (The Enemy Within)」の主役を務めた。ダンバースとチームメイトはクリー人の軍司令官ヨン・ログと戦う。ヨン・ログはダンバースが初めてスーパーパワーを得た爆発を引き起こした当人であった。ダンバースはヨン・ログを打倒するが、その過程で記憶を失う。2013年11月、マーベル社はダンバースが『ガーディアンズ・オブ・ギャラクシー』2014年5月のフリー・コミックブック・デイ特別号（作者はブライアン・マイケル・ベンディスとサラ・ピチェリ）から同チームに加入することを告知した。2014年3月、マーベル社は『キャプテン・マーベル』を新シリーズ（volume 4）に移行させた。ライターのデコニックと主人公ダンバースは据え置かれたが、作画はデイヴィッド・ロペスに代わった。デコニックによると「前シリーズとの最大の違いは、前は舞台がニューヨークに制限されていた。少なくとも後半ではね。新しい『キャプテン・マーベル』第1号では、発端はニューヨークだが、その後宇宙に飛び出す。キャロルは地球を離れて過ごすことになる」
2015年の「シークレット・ウォーズ」クロスオーバーで、ダンバースは関連シリーズ『キャプテン・マーベル・アンド・キャロル・コア (Captain Marvel and the Carol Corps)』の主役を担った。同作のライターはデコニックとケリー・トンプソンが共同で務め、作画はロペスによる。このシリーズでダンバースは、軍用飛行場ハラ・フィールドに駐屯する唯一のスーパーヒューマンとして、女性の精鋭戦闘機パイロットからなる中隊を率いる。中隊員の助けにより、ダンバースは自らの存在が拠って立つものへの答を見つけ出し、改変された世界である「バトルワールド」を支配する勢力との戦いに臨む。ほかにも「シークレット・ウォーズ」イベントでは、バトルワールド版アベンジャーズの全女性チームA-フォースにも加入した。G・ウィロー・ウィルソンによるシリーズ『A-フォース』は「シークレット・ウォーズ」終結後の世界設定再編イベント「オールニュー・オールディファレント・マーベル」でも刊行が継続され、そこでダンバースは中心的な役割を担った。
2015年10月、「オールニュー・オールディファレント・マーベル」の一環として、ダンバースを主役とする『キャプテン・マーベル』新シリーズ（volume 9）が発刊された。ライターは『エージェント・カーター』のショーランナーを務めていたタラ・バターズとミシェル・ファゼカス、作画はクリス・アンカによる。同シリーズでは「シークレット・ウォーズ」の8か月後から物語が始まり、ダンバースは宇宙の脅威から地球を守るために設立されていた軍事機関S.W.O.R.D.の責任者の地位に就く。編集者サナ・アマナットによると「これがキャプテン・マーベルにとって次の段階となるはずです。キャロルは軍人、司令官、そして外交官になってくれるはずです。私たちは本気で宇宙関係の設定と宇宙世界を構築しようとしています」この時ダンバースはアルティメッツにも加入する。『アルティメッツ (Ultimates)』シリーズのライター、アル・ユーイングによると、「… キャロルは指導力のあるリーダーで、現在は地球最高峰の対宇宙機関アルファフライトを指揮している。… [彼女は]スーパーヒーロー業の栄光とどん底の両方を味わってきた。そして突き抜けたんだ。今のキャロルは日の出の勢いだ … 作中世界でも、現実でも。… 『アルティメッツ』でキャロルのストーリーの中心となるのは、彼女が普通のスーパーヒーロー世界と接点を持っており、その世界とアルティメッツ世界との橋渡しをしようとするということだ」
ブライアン・マイケル・ベンディスとデイヴィッド・マルケズによる2016年の「シビル・ウォーII」では、予知能力者ユリシーズに未来の犯罪をプロファイルさせることを肯定する一派のリーダーという大役を与えられた。ベンディスはダンバースの立場について、「キャロルの観点は、『[未来の犯罪が取り締まられるようになっても、]結局のところ地球は回り続けるし、誰もが安全に暮らせるんでしょう？ だったら大したことじゃないわ』というものだ。これは多くの人の考えと同じだ。安全を保てるならそれでいい」と述べた。「シビル・ウォ―II」の終結後、ダンバースを主役とする『マイティ・キャプテン・マーベル』が発刊された。ライターはマーガレット・ストール、作画はRamon Rosanasである。同シリーズではダンバースがお茶の間の人気者となる姿が描かれる。ストールの説明によると「彼女は地球でもっとも人気のあるヒーローの一人となるが、それほど居心地よくは感じない。もちろん彼女は、愛する人の多くを失ったことに耐えなければならない。その一方で、彼女にはアルファフライトの司令官としての責務がある。現在の任務は新しい士官候補生の勧誘と訓練だ。そして、キャロルが築いてきたものを脅かす謎の危機が登場する」
2018年には、父親が地球人のジョー・ダンバース、母親がクリー人のマリー・エルであり、元々地球人とクリー人のハーフであり、カー＝エルと言うクリー名も持つ事が判明した。

## 人物像
ダンバースの性格付けには、『ミズ・マーベル』第1シリーズ（1977年）のライターであったゲリー・コンウェイが顕著な役割を果たした。コンウェイはシリーズ第1号の読者欄で「彼女が行うアイデンティティの探求は、意識の向上・自己の解放・主体性の確立を求める現代女性の探求と重なって見えるかもしれない」と記した。小野耕世の解説によれば、ダンバースには自分が持つ能力の全貌が分かっておらず、新しい女性としての生き方を手探りで探している。

しかしながら、ミズ・マーベルのコスチュームと能力は、同時期の男性版キャラクターであるキャプテン・マーベルを引き写したものだった。『ミズ・マーベル』誌の読者欄「ミズ・プリンツ」では、ダンバースがフェミニストであるかどうかを論じる投稿が多く数載せられた。常連投稿者であった読者のジェイナ・C・ホリングスワースはミズ・マーベルのオリジンを批判した。
| 「 | 私がコミックスファンだった11年間、マーベルはスーパーガールみたいな男性ヒーローの女性版を安易に出してこなかったし、それが嬉しかった。マーベル「ガール」じゃなくてミズ・マーベルだから違うんだ、と彼らは言ってのける。それは確かに、マーベルガールは初めのころ弱いパワーしか持っていなかったし、性格も退屈だったかもしれない。でも、少なくとも彼女のパワーは彼女のパワーだし、彼女の性格は彼女の性格だった。… できることなら、ミズ・マーベルのコスチュームを変えて、キャプテン・マーベルのおまけではなく独立したキャラクターにしてほしい。… | 」 |

別の読者はダンバースのヒーローコスチュームを批判した。「質問。長袖シャツ、長手袋、ロングブーツ、スカーフ（冬服）を着ているのに、背中とへそを出して生足の女性がどこにいる？ 赤道直下の北極点？ このコスチュームは少しばかり変更が必要だ」これらの論点や、『アベンジャーズ』第200号が起こしたレイプ論争により、多くの読者はダンバースの描き方が適切かどうか、女性読者にとって良いロールモデルかどうかを疑問視するようになった。「[空軍パイロットとして登場した]初期のダンバースは強い意志を持つキャラクターとして描かれていた。しかし時間とともにそうは言えなくなった。スーパーパワーを得た後でさえもだ」と指摘されたことがある。
2000年代にミズ・マーベルが自身のコミックタイトルを与えられたのは、「ジョー・カザーダなどのトップクリエイターが、大規模クロスオーバー『ハウス・オブ・M』や『ニューアベンジャーズ』、超ヒット作『シビル・ウォー』でダンバースに大きな役割を与えた」ことを受けて、マーベル社が「ダンバースをマーベル・ユニバースの中心に据える決断を下した」のだという。「[『ミズ・マーベル』誌]ライターのブライアン・リードは、彼女に異星人の侵略や、別の時間から来た妖術師、敵に回ったかつてのチームメイトなど、手ごわい試練を乗り越えさせた」『ウィザーズ・マガジン』は、悪のミズ・マーベル、カーラ・ソフェンとダンバースが激突する「ウォー・オブ・ザ・マーベルズ (War of the Marvels)」のストーリーにおけるブライアン・リードの描写を「虚勢と攻撃性とが混ぜ合わされ、憐みと共感との対置によって読者を惹きつける」と評した。
ミズ・マーベルはIGNが作成した「アベンジャーズメンバートップ50」リストで11位を、『コミックス・バイヤーズ・ガイド』の「セクシーな女性コミックキャラクターベスト100」リストで29位を占めた。

## スーパーパワーと技能
キャロル・ダンバースが初めに身につけたスーパーパワーは、超人的な筋力・持久力・スタミナ、飛行能力、物理的な耐久性、「第七感」と呼ばれる限定的な予知能力、そして、完全に融合した地球人とクリー人の生理機能による多くの毒物への耐性である。
バイナリィ形態では、「ホワイトホール」からパワーを引き出すことにより、熱、電磁スペクトル、重力のような恒星が持つエネルギーを完全に制御・操作することができる。また光速で飛行でき、真空の宇宙で生き延びることも可能である。後にホワイトホールとのつながりは断たれたが、バイナリィの能力は弱体化しながらも残され、エネルギーを吸収して光として放出することが可能となった。宇宙空間で生存する能力も健在である。かつてのようなコズミック・レベルの能力を維持するための定常的なエネルギー源は失ったが、十分なエネルギーを取り入れれば一時的にバイナリィの形態を取ることもできる。
現在、ダンバースは超人的な筋力と耐久力を持ち、およそ音速の6倍で飛行し、第六感を備え、指先から光輝くエネルギーブラストを発射して爆発を起こすことができる。また、電気のような様々な形態のエネルギーを吸収することで、筋力とエネルギー放射能力を核爆発のレベルにまで高めることができる。十分に強化された状態では、92トンの重量に相当する圧力や、同等の力による打撃に耐えられる。ヘンリー・ピムの説ではこれが限界ではない。魔法的なエネルギーは正常に吸収することができないが、ドクター・ストレンジが魔力を備えた強敵サー・ウォーレン・トラベラーを倒すのに協力したことがある。
キャロル・ダンバースはまた、諜報活動、航空機の操縦、近接戦闘、射撃においても際立って優れた能力を持つ。

## 別世界のキャロル・ダンバース

### エイジ・オブ・アポカリプス
この世界のキャロル・ダンバースはスーパーパワーを持たないが、ローガンとゲイトウェイの逃走を助けるために命を投げうった。しかしその後ドナルド・ピアースによって再生され、かつての同志に対する生物兵器として利用された。

### エイジ・オブ・ウルトロン
「エイジ・オブ・ウルトロン」の時間軸では、キャプテン・マーベルが休暇を過ごしていたロンドンに一群のウルトロン・センチネルが来襲する。キャプテン・マーベルはキャプテン・ブリテンとMI-13に加勢してウルトロン・センチネルと戦う。コンピュータ・グラハムとマジックブーツ・メルが戦死し、キャプテン・マーベルとキャプテン・ブリテンは命を捨ててウルトロン・センチネルのロンドン侵略を撃退する。

### アマルガムユニバース
アマルガム・コミックス・ユニバースでは、DCコミックスのヘレナ・ベルティネッリと合体してこの世界のハントレスとなった。かつては単独任務を行う政府諜報員であったが、専門的な技能と訓練を活かして雇われ諜報員として活動している。ジャッジメント・リーグ・アベンジャーズに所属するこの世界のホークアイに開発してもらったクロスボウを携えている。「ダーククロー」の作中、ダンバースはダーククロー（バットマン＋ウルヴァリン）の正体を発見し、ハイエナ（ジョーカー＋セイバートゥース）の追跡に協力する。

### エグザイルズ
『エグザイルズ (Exiles)』では悪のバージョンのキャロル・ダンバースが登場し、並行世界を股にかけて活動するチーム、ウェポンXに加入した。また大物ヴィランのハイペリオンの恋人となった。

### マーベル・マンガバース
New Mangaverse: The Rings of Fate に登場し、戦闘機パイロットとしてウォーバードのコールサインを短期間使用した。シリーズ終盤ではキャプテン・アメリカの名前とシールドやコスチュームを受け継いだ。

### アルティメット・マーベル
マーベル社のインプリント、アルティメット・マーベルでは、「アルティメット・ギャラクタス・トリロジー (Ultimate Galactus Trilogy)」においてキャロル・ダンバース大尉として超人的な能力を持たずに登場した。地球がガー・ラク・タスによって脅かされる中、アメリカ空軍士官としてニック・フューリー将軍とともにマー・ベル（Mahr Vehl）の警護任務に就く。『アルティメット・パワー (Ultimate Power)』ではニック・フューリーの失踪に伴ってS.H.I.E.L.D.長官代理となる。最初のミッションは、ファンタスティック・フォーやX-MENと協力してアポカリプスやシルバーサーファーなどの脅威に対処することであった。
『アルティメット・スパイダーマン』では、トリスケリオン基地から脱走したノーマン・オズボーンを逮捕する任務に就く。ノーマンが報道機関に対して虚偽の声明を出し、世界平和のために活動していたにもかかわらずS.H.I.E.L.D.によって不当に投獄されたと訴えたため、S.H.I.E.L.D.エージェントは手を引かざるを得なくなる。ダンバースはノーマンをおびき寄せようとして、スパイダーマン（ピーター・パーカー）を公衆の面前で拘束し、彼の協力を取り付ける。ダンバースはマスコミを招集し、ノーマンの息子ハリー・オズボーンに証言を行わせて、ノーマンが自身に対して人体実験を行い、妻を殺害した恐るべき人物だという真実を伝えさせる。怒り狂ったノーマンはS.H.I.E.L.D.ヘリキャリアに乗り込み、息子とダンバース、スパイダーマン、S.H.I.E.L.D.エージェントを襲撃する。ノーマンは意図せずしてハリーを死に至らしめ、罪悪感からS.H.I.E.L.D.エージェントに向かって自身を殺すよう求めた。スパイダーマンはダンバースがハリーを守り切れなかったことに怒り、二度と自身に関わらないよう告げる。彼女は負い目を感じながらも、その言葉には従わなかった。
ニュー・アルティメッツの新設に際し、S.H.I.E.L.D.長官として同チームの指揮を行うことになる。ロキが再び地球侵略を企てると、ダンバースはチームの女性メンバーであるザルダ（パワー・プリンセス）とヴァルキリーとともに、アモラ（エンチャントレス）の呪文に捕らえられる。ダンバースは科学技術を使って呪文に抵抗し、ほかのメンバーを解放してロキの軍団との戦いに向かわせた。
カメレオンがスパイダーマンを捕らえて入れ替わる事件が起きたことで、ダンバースはスパイダーマンに何の訓練も受けさせず自由にニューヨークで活動させるのは害悪でしかないという結論に達した。ダンバースはスパイダーマンの保護者メイ・パーカーの了解を取り付け、ニュー・アルティメッツのメンバーそれぞれから訓練を受けるよう取り計らった。
ダンバースとニック・フューリーは対立し、それぞれ配下のニュー・アルティメッツとアベンジャーズをともなって互いに戦う。二人は互いをS.H.I.E.L.D.と合衆国に対する裏切者と呼び合う。戦いの最中、ダンバースは警察車両に引かれて重体となる。S.H.I.E.L.D.長官としての役割はこの事件を最初から操っていたグレゴリー・スタークに引き継がれた。スタークが殺されると、フューリーがダンバースに代わって長官となった。

### X-MEN: ジ・エンド
リミテッド・シリーズ『X-MEN: ジ・エンド』では、ダンバースは純粋なエネルギー体として存在し、宇宙船スタージャマーの制御を行っている。

## MCU版
マーベル・シネマティック・ユニバース（MCU）では、ブリー・ラーソンが演じる。日本語吹替は水樹奈々が担当。
本項は、“アース616”（正史の宇宙）におけるキャロル/キャプテン・マーベルを主軸として表記する。

### キャラクター像
アメリカ空軍の元テストパイロットであった地球人女性であり、実の親とは絶縁しながらも、1980年代後半にブートキャンプで成果を出せず男性訓練生たちに嘲られた日々と、当時の米軍では女性兵士が戦闘に加わることは認められていない周知を乗り越えて“ペガサス計画”のテストパイロットになった前歴を持つ。当時のコールサインは“アベンジャー”だった。1989年のペガサス計画の飛行試験の最中に、自身が操縦するテスト機を撃墜した“クリー帝国”の特殊部隊“スターフォース”のヨン・ロッグから機密を守るため、テスト機に搭載された“ライトスピード・エンジン”を破壊。エンジンから放たれた“テッセラクト”の力が体内に宿ったことと引き換えに、意識を失ってヨン・ロッグらに地球からクリー帝国へと連れ去られ、彼女の利用を企んだクリーによって「自分はクリー帝国と敵対する“スクラル人”に襲われて記憶を失い、重傷を負ったところをヨン・ロッグに助けられた“クリー人”の“ヴァース”」と記憶の改竄処置を施された。そしてスターフォースに加入して、記憶を奪ったスクラルの打倒を誓った。
『キャプテン・マーベル』の後半直前まではスターフォースの見習い隊員として、以降はクリー帝国と袂を分かつことを決意し、スクラル人たちや銀河の平和を守る超人ヒーローとして登場する。
1990年代までは人懐っこく愉快に振る舞い、真っ当な倫理観と博愛精神を秘めているものの、幼少の頃から強情で、戦闘中に奇声をあげることがあるほど衝動的な一面もあり、猪突猛進して自分や周囲の状況を悪くしてしまうこともしばしばだった。また、タイピングが苦手な様子も見せた。現代では銀河中の星々で長年活動してきたためか、クールで余裕ある振る舞いを見せる人物へと成長している。
また、記憶の改竄処置の際にヨン・ロッグの血液投与も同時に受けたことで、現代でも若々しい肉体と容姿を保っている。

### 『ホワット・イフ...?』版
声 - アレクサンドラ・ダニエルズ
日本語吹替 - 水樹奈々
現在のところ、“アース51825”、“アース72124”、“アース29929”に、それぞれの宇宙におけるキャロル/キャプテン・マーベルの存在が描写されており、いずれも基本的な人格と銀河の平和を守る超人ヒーローとして活躍する点は正史の彼女と同様である。

### スキル・特殊能力
従軍時代のブートキャンプやクリー帝国で鍛えた「身体能力」「格闘戦能力」「ヨン・ロッグの血液投与による肉体強化」に加え、体内に宿ったテッセラクトのエネルギーにより“フォトンブラスト”や“バイナリー・パワー”といったライトスピード・エンジンのコアのエネルギーに由来する特殊能力を有する。機械工学の心得やオートバイの運転、航空機操縦の腕前も持つ。

### ツール
キャロル/キャプテン・マーベルのツールは、彼女が記憶を失っていた頃から使用していたスターフォースのものをそのまま流用・アレンジしている。

### 各作品での活躍
『キャプテン・マーベル』
演 - ブリー・ラーソン（本編）、マッケナ・グレイス（13歳時）、ロンドン・フラー（6歳時）
日本語吹替 - 水樹奈々（本編）、佐々木りお（13歳時）
MCU初登場の本作では、冒頭から記憶喪失の状態であり、スターフォースの戦士として、2種族のエイリアンによる銀河の命運をかけた“クリー/スクラル戦争”へと身を投じながら、自らの記憶を取り戻していく。
惑星“トルファ”でスクラル人相手に奮戦するも、スクラル人の将軍であるタロスたちに捕まり、自身の記憶を強引に読み取られて反撃した結果、地球のアメリカ・ロサンゼルスに落着する。追っ手のスクラル人と争う中、無線機も使えなくなってしまったことで孤立無援となるが、そこで出会ったニック・フューリーと共に、蘇りつつある記憶の手がかりを探す旅に出た。
辿り着いたアメリカ空軍とNASAの共同施設で、ペガサス計画の資料を目にし、S.H.I.E.L.D.とタロスの追跡を振り切ると、親友であるマリアとモニカのランボー母娘と再会。彼女たちとの交流と敵意無く接してきたタロスの資料提供もあり、記憶を取り戻して自分の出自及びクリーとスクラルの真実を知り、スクラル人たちのためにクリーへ挑むことを決意。戦いの最中、一時は“スプリーム・インテリジェンス”に服従されかけるも、バイナリー・パワーに覚醒して跳ね除け、スターフォースや“アキューザーズ”を蹴散らしてヨン・ロッグにも勝利した。
事後はタロスにスクラル人のための新天地探しを、フューリーには回収したテッセラクトを地球で保管することを提案。フューリーとランボー母娘にしばしの別れを告げて、スクラル人たちと共に銀河の彼方へ旅立つ。
そして23年後の現代、サノスが発生させた“デシメーション”を免れたと同時に、フューリーが送信した緊急信号を受け取ったことで地球に帰還してアベンジャーズ・コンパウンドを訪ね、居合わせたヒーローたちにフューリーの安否を問う。
『アベンジャーズ/エンドゲーム』
本作では“アベンジャーズ”をはじめとする数多くのヒーローたちと共闘して、サノスや彼の群勢に戦いを挑み、大活躍する。また、5年後の時代には髪型をショートヘアに変えて登場する。
物語の冒頭で、トニー・スターク/アイアンマンとネビュラを乗せて22日間も宇宙を漂流していた“ベネター号”を発見すると、自力のみで地球へ運び込み、機内の2人をアベンジャーズ・コンパウンドで待っていたヒーローたちと再会させた。その後、友であるフューリーまでもデシメーションで消滅したことと、サノスの居所を知るとスティーブ・ロジャース/キャプテン・アメリカたちにサノス打倒を促して真っ先に出発しようとした。ナターシャ・ロマノフ/ブラック・ウィドウとジェームズ・“ローディ”・ローズ/ウォーマシンからは、自分たちのチームワークを乱さないよう注意されるも、そんな姿勢をソーから気に入られたことで、アベンジャーズたちとともに惑星“0259-S”へ向かい、ガーデンを偵察した後に、肋小屋にいたサノスを急襲し、彼の最期を見届けた。
5年後には、ナターシャやローディにオコエ、ロケット&ネビュラたちとは、通信でそれぞれの活動を報告し合う戦友同士となっているが、宇宙各地の事件の対処に追われていたため地球に帰還できず、アベンジャーズたちが展開した“タイム泥棒”にも不参加だった。
だが、クライマックスにおける2014年からタイムトラベルしてきたサノスの群勢との決戦の際に、大勢の者たちに遅れる形で参戦。戦地に駆けつけるとともにサノスらの旗艦である“サンクチュアリII”を特攻同然の体当たりで大破させると、“ナノ・ガントレット”を抱えながら倒れていたピーター・パーカー/スパイダーマンの下に降りたって声をかけ、彼からガントレットを受け取り、“量子トンネル”へ運搬するために多くの女性ヒーローたちと共闘。サノスの群勢を容易く蹴散らすだけでなく、単身でサノスと互角以上の格闘戦を繰り広げた。
トニーによってサノスの群勢が消滅し、戦いが終わると、トニーの葬儀に参列。この時は復活したフューリーと共に、トニーの自宅玄関前に立つ。
『シャン・チー/テン・リングスの伝説』
本作では、ミッドクレジット・シーンにノンクレジット・カメオ出演する形で登場。髪型がMCU初登場時に近くなっている。ウォンによるシュー・シャン・チーの“テン・リングス”の分析の場にブルース・バナーとホログラム通信で立ち会い、「こんな技術は見たことがない」と返答。その直後に、自身の元に誰かからの呼び出しと思しきコールが表示されたことから、「私の連絡先はブルースに聞いて」と言い残して通信を切る。
『ホワット・イフ...?』
第3話
アース51825におけるキャロルが物語終盤のワンシーンにのみ登場。ニック・フューリーからの要請に応えて彼のもとに現れ、「敵はどこ？」と声をかけながら戦意を見せる。
第7話
アース72124におけるキャロルが登場。
第8話
アース29929におけるキャロルが登場。惑星“ザンダー”に出現したインフィニティ・ウルトロンの前に立ちはだかり、「歩くスカイネット、ターミネーターは時代遅れよ」と揶揄すると、相手を地中深くに押し込むほどの猛攻を仕掛けたが、インフィニティ・ウルトロンが反撃として放ったエネルギー波によって、大爆発するザンダーと最期を共にする。
第9話
アース51825におけるキャロルが物語終盤のワンシーンに再登場。 スティーブ・ロジャース/キャプテン・アメリカとアベンジャーズを組んで、フューリーたちS.H.I.E.L.D.と共にロキ率いるアスガルド軍と激しい戦闘を繰り広げる。
『ミズ・マーベル』第6話
『マーベルズ』

## 他のメディア

### テレビ
- アニメシリーズ『X-メン』にミズ・マーベルとして登場する。ロスコー・ハンドフォードが声を演じる[要出典]。エピソード A Rogue's Tale では、ローグがミズ・マーベルのパワーを奪ってこん睡状態に陥れた顛末が描かれる。ローグの精神にはミズ・マーベルの声が残る。
- モーション・コミック（英語版）（コミック原画を利用したアニメーション）Spider-Woman: Agent of S.W.O.R.D. にミズ・マーベルとして登場する。声優はテナ・ネルソン[109]。
- The Super Hero Squad Show ではグレイ・デリスルが声を演じた[110]。同作のダンバースは厳格なS.H.I.E.L.D.エージェントであり、スーパーヒーロー・スカッドの上官を務める。
- The Avengers: Earth's Mightiest Heroes 『アベンジャーズ 地球最強のヒーロー』ではジェニファー・ヘイルが声を演じた[要出典]。初登場はエピソード 459 。その後エピソード Welcome to the Kree Empire においてスーパーパワーを身につけてミズ・マーベルを名乗る。アベンジャーズに加入してからはレギュラーキャラクターとなる。
- Avengers Assemble『アベンジャーズ・アッセンブル』では、第2シーズン最終エピソード「アベンジャーズ・ワールド」において将来のメンバー候補としてカメオ出演した。第3シーズン「ウルトロン・レボリューション」で再登場し[111]、グレイ・デリスルが声を演じた[109]。自らの名がつけられたエピソード「キャプテン・マーベル」において、ダンバースはキャプテン・アメリカ、ソー、ファルコンとチームを組んでクリー人ガレン・コーに率いられた兵士の集団と戦う。クリー人は地球に出現したインヒューマンを捕らえてクリー帝国に献上しようと企んでおり、キャプテン・マーベルも献上品に加えようとする。このエピソードを通して、ダンバースとキャプテン・アメリカは互いをライバル視し、それぞれ「陸軍」「空軍」と呼び合った。しかし、最終的には対抗心を捨ててともにクリー人を倒した。キャプテン・マーベルはアベンジャーズの助力に感謝して友人となり、やがて正式メンバーに迎え入れられた。第4シーズン「シークレット・ウォーズ」では、オールニュー・オールディファレント・アベンジャーズの一員として、ブラックパンサー、ヴィジョン、アントマン、ワスプ、ミズ・マーベルらと肩を並べた。
- クリスマス特別番組 Marvel Super Hero Adventures: Frost Fight! に登場し[112]、ここでもグレイ・デリスルによって演じられた[109]。
- 『ガーディアンズ・オブ・ギャラクシー』に登場し[113]、グレイ・デリスルが声を演じた[109]。

### その他の映画
- オリジナルビデオアニメ映画『アベンジャーズ コンフィデンシャル: ブラック・ウィドウ & パニッシャー』にキャロル・ダンバースとして登場した。
- テレビシリーズ『ジェシカ・ジョーンズ』がABCで製作されていた時期、同作でマーベル・シネマティック・ユニバース（MCU）へのデビューを果たす予定であった。しかしMCUのストーリー構想が変更されてダンバースを主人公とする映画の製作が決まったため、『ジェシカ・ジョーンズ』がネットフリックスに移行するとともにダンバースの役はトリッシュ・ウォーカー（ヘルキャット）と置き換えられた[114][115]。
- 2017年12月、翌年公開のアニメーション映画 Marvel Rising: Secret Warriors において、キム・レイヴァーがキャプテン・マーベルを演じることが発表された[116]。

### 小説
ニューヨーク・コミコン2015においてシャノン・ヘイルとディーン・ヘイルによる小説版キャプテン・マーベルの刊行が告知された。

### 演劇
舞台 Marvel Universe: LIVE! ではキャプテン・マーベルとして登場する。

### ビデオゲーム
- X-Men Legends II: Rise of Apocalypse（PSP版）― サイドミッションでノン・プレイアブルキャラクターとして登場する。[要出典]
- Marvel: Ultimate Alliance『MARVEL ULTIMATE ALLIANCE』― プレイアブル。声はエイプリル・スチュワート。[要出典]
- Marvel: Ultimate Alliance 2 ― プレイアブル。声は同じくエイプリル・スチュワート[119]。
- Marvel Super Hero Squad  ― プレイアブル。声はグレイ・デリスル。[要出典]
- Marvel Super Hero Squad Online  ― プレイアブル。声はグレイ・デリスル。[要出典]
- Marvel: Avengers Alliance  ― Facebookゲーム。ミズ・マーベルとして登場。プレイアブル。[要出典]
- Lego Marvel Super Heroes『LEGO マーベル スーパー・ヒーローズ ザ・ゲーム』 ― ミズ・マーベルとして登場。プレイアブル[120]。声はダニエル・ニコレット（英語版）[121]。
- Marvel Heroes  ― プレイアブル[122][123]。声はダニエル・ニコレット[109]。ミズ・マーベル、キャプテン・マーベルの両方の名で登場する。
- Marvel Avengers Alliance Tactics  ― キャプテン・マーベルとして登場。プレイアブル。[要出典]
- Marvel Contest of Champions 『MARVEL オールスターバトル』 ―キャプテン・マーベル、ミズ・マーベルが別のプレイアブル・キャラクターとして登場する。[要出典]
- Marvel: Future Fight 『Marvel Future Fight』 ― キャプテン・マーベルとして登場。プレイアブル[124]。ミズ・マーベルのコスチュームも選択可能。[要出典]
- Lego Marvel's Avengers 『LEGO マーベル アベンジャーズ』 ― ミズ・マーベルとして登場。プレイアブル[要出典]。後にマーベルの ”Women of Power” キャンペーンにより、キャプテン・マーベルがダウンロードコンテンツとして追加された[125]。
- MARVEL VS. CAPCOM: INFINITE『マーベル VS. カプコン:インフィニット』 ― プレイアブル。声はグレイ・デリスル[109][126]。
- Marvel Puzzle Quest『マーベル・パズルクエスト』 ― タイルを三つ揃えるタイプのモバイルゲーム。三つのバージョン（ミズ・マーベル、星3キャプテン・マーベル、星4キャプテン・マーベル）のダンバースをリクルート可能。2017年1月に四種目がリリースされた[127]。
- Lego Marvel Super Heroes 2 『LEGO マーベル スーパー・ヒーローズ2 ザ・ゲーム』 ― プレイアブル。声はケイト・オサリバン（英語版）。[要出典]
- Marvel Powers United VR  ― キャプテン・マーベルとして登場。プレイアブル。[128]
- Marvel Avengers Academy  ― キャプテン・マーベルとして登場。プレイアブル。声はハンナ・ローレル[129]。

## 単行本
- Essential Ms. Marvel, Vol. 1 (collects Ms. Marvel #1-23; Marvel Super-Heroes Magazine #10-11; Avengers Annual #10), February 2007, ISBN 978-0-7851-2499-3
- Ms. Marvel
  - Vol. 1: Best of the Best (collects Ms. Marvel vol. 2 #1-5; Giant-Size Ms. Marvel), October 2006, ISBN 978-0-7851-2281-4 (HC), ISBN 978-0-7851-1996-8 (SC)
  - Vol. 2: Civil War (collects Ms. Marvel vol. 2 #6-10; Ms. Marvel Special), March 2007, ISBN 978-0-7851-2304-0 (HC), ISBN 978-0-7851-2305-7 (SC)
  - Vol. 3: Operation Lightning Storm (collects Ms. Marvel vol. 2 #11-17), October 2007, ISBN 978-0-7851-2890-8 (HC), ISBN 978-0-7851-2449-8 (SC)
  - Vol. 4: Monster Smash (collects Ms. Marvel vol. 2 #18-24), March 2008, ISBN 978-0-7851-3018-5 (HC), ISBN 978-0-7851-2813-7 (SC)
  - Vol. 5: Secret Invasion (collects Ms. Marvel vol. 2 #25-30), October 2008, ISBN 978-0-7851-3019-2 (HC), ISBN 978-0-7851-3299-8 (SC)
  - Vol. 6: Ascension (collects Ms. Marvel vol. 2 #31-34, Annual; Ms. Marvel Special: Storyteller), March 2009, ISBN 978-0-7851-3457-2 (HC), ISBN 978-0-7851-3178-6 (SC)
  - Vol. 7: Dark Reign (collects Ms. Marvel vol. 2 #35-41), September 2009, ISBN 978-0-7851-3838-9 (HC), ISBN 978-0-7851-3839-6 (SC)
  - Vol. 8: War of the Marvels (collects Ms. Marvel vol. 2 #42-46), December 2009, ISBN 978-0-7851-3840-2 (HC), ISBN 978-0-7851-3841-9 (SC)
  - Vol. 9: Best You Can Be (collects Ms. Marvel vol. 2 #47-50), April 2010, ISBN 978-0-7851-4573-8 (HC), 978-0-7851-4574-5 (SC)
- Captain Marvel (2012-2014)
  - Vol. 1: In Pursuit of Flight (collects Captain Marvel vol. 7 #1-6), January 1, 2013, 978-0785165491 (SC)
  - Vol. 2: Down (collects Captain Marvel vol. 7 #7-12), June 4, 2013, 978-0785165507 (SC)
  - Avengers: The Enemy Within (Collects Avengers: The Enemy Within #1; Captain Marvel vol. 7 #13-14, 17; Avengers Assemble Vol. 2 #16-17) December 17, 2013, 978-0785184034 (SC)
  - Infinity Companion (Captain Marvel Vol. 7 #15-16)
  - Captain Marvel: Earth's Mightiest Hero Vol. 1 (collects Captain Marvel vol. 7 #1-12) June 28, 2016 978-1302901271
  - Captain Marvel: Earth's Mightiest Hero Vol. 2 (collects Captain Marvel vol. 7 #13-17, Avengers: The Enemy Within #1, Avengers Assemble #16-19, Avenging Spider-Man #9-10) November 1, 2016 978-1302901288
- Captain Marvel (2014-2015)
  - Captain Marvel Vol. 1: Higher, Further, Faster, More (collects Captain Marvel vol. 8 #1-6) October 21, 2014, 978-0785190134 (SC)
  - Captain Marvel Vol. 2: Stay Fly (collects Captain Marvel vol. 8 #7-11) April 21, 2015, 978-0785190141 (SC)
  - Captain Marvel Vol. 3: Alis Volat Propriis (collects Captain Marvel vol. 8 #12-15) September 1, 2015, 978-0785198413 (SC)
  - Captain Marvel & the Carol Corps (collects Captain Marvel & the Carol Corps #1-4) December 1, 2015, 978-0785198659 (SC)
  - Captain Marvel: Earth's Mightiest Hero Vol. 3 (collects Captain Marvel vol. 8 #1-11) February 28, 2017 978-1302902681
- Captain Marvel (2016-present)
  - Captain Marvel Vol. 1: Rise of Alpha Flight  (collects Captain Marvel vol. 9 #1-5) August 2, 2016, 978-0785196426 (SC)
  - Captain Marvel Vol. 2: Civil War II  (collects Captain Marvel vol. 9 #6-10) February, 2017, 978-0785196433 (SC)

### 日本語版
- 『ミズ・マーベル1』ジョン・ブッセマン（作）、マリー・セブリン（画）、池上千寿子（訳）、小野耕世（監修）、1978年5月、光文社。

Ms. Marvel 第1シリーズ第1号～第12号収録。女性問題に関する評論家であった池上千寿子が翻訳を担当し、あとがきで「ミズ」や「メイル・ショービニスト・ピッグ」といった言葉を解説している。
- 『Ms.マーベル：シビル・ウォー』ブライアン・リード（作）、ロベルト・デ・ラ・トーレ、マイク・ウィーリンゴ、ジュゼッペ・カムンコリ（画）、御代しおり（訳）、2017年4月、ヴィレッジブックス、978-4-86491-295-2。Ms. Marvel 第6 - 10号、Ms. Marvel Special 第1号収録。通販限定として発売された[130]。